# 贵池区
贵池区是中国安徽省池州市下辖的唯一市辖区。位于安徽省西南部、 长江中下游平原西部边缘，北倚长江山脉，南与石台县接壤，东南邻近九华山。区域总面积为2516.17平方公里，常住人口61.53万人，區人民政府駐江口街道康莊大道99號。
贵池区地处宁汉交通走廊上，沪渝高速公路、德上高速公路、宁安高速铁路、池黄高速铁路、318国道、236国道等穿境而过，是皖江经济带重要节点城市。贵池生态环境良好，旅游业发达，境内拥有1处国家湿地公园，国家4A级旅游景区——池州杏花村，位于西郊，距今已有1300年历史，唐代著名诗人杜牧任池州刺史著《清明》诗使之名扬天下。

## 名称由来
南朝梁昭明太子萧统垂钓于境内秋浦河，因喜食鳜鱼，又名该水为贵池。五代十国时，杨吴政权将秋浦县更名为贵池县，即源于此。

## 历史沿革

### 古代

#### 秦至隋时期
- 西汉初至汉元始二年(2年)问，在沧埠潭(今贵池城西70里的殷汇镇灌口社区)始建石城县，属扬州之丹阳郡。
- 南朝属南陵郡。陈天嘉元年(560年)改南陵郡为北江州，而隶属北江州。
- 隋开皇九年(589年)废石城县入南陵，十九年（599年）复析南陵西五乡并石城故地置秋浦县，以县城临秋浦水而得名，治所石城，属宣州。
- 唐武德四年(621年)置池州，秋浦属池州。唐贞观元年(627年)池州废，县还隶宣州。
- 唐永泰元年(765年)复置池州，秋浦县仍属池州，县治随州治迁至今池州城区池阳街道，至唐代中叶，秋浦县属秋浦郡，晚唐属池州郡。[5]

#### 五代十国、宋元明清时期
- 五代杨吴顺义六年(926年)秋浦县易名贵池县。
- 自两宋至元、明、清，先后隶属池州、池阳郡、池州路、九华府和池州府。[5]
  - 太平天国时期，因避幼天王洪天贵福讳，改贵池县为桂池县。

### 近现代

#### 中华民国大陆时期
民国2年(1913年)，直隶安徽省。民国3年改属芜湖道，民国17年再次直隶安徽省。民国21年隶属安徽省第八行政区。

#### 中华人民共和国时期
1949年4月22日,中国人民解放军占领贵池，5月1日成立县人民政府，隶属皖南区池州专区。
1952年1月30日，贵池县改属安徽省安庆专区。1965年7月，属安徽省池州专区。1980年1月28日，再次属安徽省安庆地区。1988年8月18日，贵池再次属安徽省池州地区，撤销贵池县，设立县级贵池市。2000年6月25日，池州地区及贵池市撤消，同时设立地级池州市。新设立的贵池区为池州市中心所在。

## 行政区划
截至2020年，贵池区辖11个街道，9个镇和5个类似乡级单位。其中，清溪街道、池州市火车站站前区归属池州市平天湖风景区管辖。
- 街道办事处：池阳街道、秋浦街道、里山街道、江口街道、马衙街道、墩上街道、梅龙街道、秋江街道、杏花村街道、清风街道、清溪街道。
- 镇：殷汇镇、牛头山镇、涓桥镇、梅街镇、梅村镇、唐田镇、牌楼镇、乌沙镇、棠溪镇。
- 类似乡级单位：安徽贵池工业园、池州市开发区、池州市火车站站前区、前江工业园、安徽省江南产业集中区。

截至2022年5月，贵池区辖11个街道，9个镇和5个类似乡级单位。

| 贵池区行政区划（2022年）                    |                |            |            | |
| 行政隶属：安徽省池州市 区政府驻地：江口街道 |                |            |            | |
| 乡镇街道                                    | 统计用区划代码 | 村委会个数 | 居委会个数 | 下辖村/居委会 |
| 池阳街道                                    | 341702001000   |            | 6          | 居民委员会：秀山居委会、古舜居委会、烟柳园居委会、南馨园居委会、秋江居委会、清风居委会 |
| 秋浦街道                                    | 341702002000   |            | 5          | 居民委员会：湖心居委会、月亮湖居委会、翠微居委会、九华居委会、孝肃居委会 |
| 里山街道                                    | 341702003000   | 9          | 1          | 居民委员会：解放居委会 村民委员会：里山村委会、象山村委会、新华村委会、晓岭村委会、合兴村委会、双河村委会、杨街村委会、元四村委会、白洋村委会                                                                           |
| 江口街道                                    | 341702004000   |            | 8          | 居民委员会：锦绣苑居委会、大兴居委会、永兴居委会、江口居委会、三范居委会、查村居委会、同义居委会、先进居委会 |
| 马衙街道                                    | 341702005000   | 6          | 5          | 居民委员会：滨河居委会、碧山居委会、峡山居委会、杨安居委会、南星居委会 村民委员会：金山村委会、马衙村委会、茶山村委会、童铺村委会、灵芝村委会、大路村委会                                                               |
| 墩上街道                                    | 341702006000   | 14         | 1          | 居民委员会：墩上居委会 村民委员会：河口村委会、石铺村委会、团结村委会、龙池村委会、罗城村委会、许桥村委会、双河村委会、永岭村委会、低岭村委会、塔山村委会、茅坦村委会、步岭村委会、山湖村委会、香山村委会               |
| 梅龙街道                                    | 341702007000   | 10         | 6          | 居民委员会：郭港居委会、观前居委会、园林居委会、新湖居委会、梅龙居委会、钱溪居委会 村民委员会：中梅村委会、胜利村委会、双惠村委会、桐梓山村委会、大同村委会、建华村委会、双湖村委会、新龙村委会、双岭村委会、祠堂村委会 |
| 秋江街道                                    | 341702008000   | 11         | 3          | 居民委员会：阮桥居委会、高脊岭居委会、梅里居委会 村民委员会：民生村委会、普庆村委会、驻驾村委会、幸福村委会、莲台村委会、谷塘村委会、东埂村委会、三联村委会、同心村委会、万宝村委会、新河村委会                         |
| 杏花村街道                                  | 341702009000   |            | 7          | 居民委员会：杏花村居委会、池口居委会、城西居委会、十里居委会、孔井居委会、长岗居委会、杜坞居委会 |
| 清风街道                                    | 341702010000   |            | 7          | 居民委员会：翠百社区、府学社区、城北社区、沿江社区、东湖路社区、百荷园社区、汇景社区 |
| 清溪街道（属平天湖风景区管理委员会）        | 341702011000   |            | 10         | 居民委员会：永明居委会、联盟居委会、陵阳居委会、翠屏苑居委会、清溪居委会、南湖居委会、齐山居委会、碧岩居委会、白沙居委会、顺利居委会。                                                                                  |
| 殷汇镇                                      | 341702100000   | 17         | 1          | 居民委员会：殷汇社区 村民委员会：殷汇村、河东村、肖滩村、汇丰村、联丰村、读山村、五里村、东溪村、龙山村、龙庄村、石城村、长庄村、沧埠村、杨桥村、马草深村、灌口村、旧溪村                                               |
| 牛头山镇                                    | 341702101000   | 9          | 3          | 居民委员会：长丰社区、木闸社区、姥山社区 村民委员会：牛头山村、宝赛村、观山村、长林村、万子村、杨店村、惠民村、万生村、前江村                                                                                           |
| 梅街镇                                      | 341702102000   | 10         | 2          | 居民委员会：潘桥社区、刘街社区 村民委员会：梅街村、峡川村、桃坡村、铺庄村、乌石村、姚街村、太平村、长垅村、源溪村、和平村                                                                                               |
| 牌楼镇                                      | 341702103000   | 10         |            | 村民委员会：牌楼村、竹溪村、佳山村、济公村、丰收村、青山村、神山村、穿山村、兰山村、大山村 |
| 涓桥镇                                      | 341702104000   | 12         | 1          | 居民委员会：涓桥社区 村民委员会：桂畈村、紫岩村、涓桥村、三友村、新桥村、普丰村、七一村、凉亭村、叶管村、乐岭村、四联村和联合村                                                                                         |
| 乌沙镇                                      | 341702105000   | 12         | 2          | 居民委员会：乌沙社区、晏塘社区 村民委员会：新庄村、联庄村、丰庄村、横塘村、新义村、李阳村、龙干村、灯塔村、联村村、红庄村、莲花村、双塘村                                                                               |
| 梅村镇                                      | 341702106000   | 11         | 2          | 居民委员会：高坦社区、新村社区 村民委员会：必胜村、中新村、霄坑村、栗坑村、黄田村、梅山村、十字村、檀林村、长山村、珍溪村、杨棚村                                                                                       |
| 唐田镇                                      | 341702107000   | 12         | 2          | 居民委员会：唐田社区、吴田社区 村民委员会：四门村、扬名村、石坡村、八一村、尚书村、凤凰村、和平村、沙山村 |
| 棠溪镇                                      | 341702108000   | 7          | 1          | 居民委员会：棠溪社区 村民委员会：双合村、曹村、花庙村、百安村、石门村、西山村、东山村 |
| 类似乡级单位                                |                | 不適用     | 不適用     | 安徽贵池工业园、池州经济技术开发区、池州市火车站站前区、前江工业园、安徽省江南产业集中区、池州市杏花村文化旅游区 |

## 人口民族
根據第七次人口普查數據，截至2020年11月1日零時，貴池區常住人口為615274人。
贵池有汉、满、朝鲜、壮、蒙古等12个民族。2019年年末，贵池区户籍人口67万人常住人口63.6万人。

## 政治

### 政党和机构
贵池区政治机构的领导集体为中共区党委、区人大、区政府、区政协、区监察委五套班子。此外，还设有司法机构贵池区人民法院和人民检察院。

### 现任领导
| 机构               | 中国共产党 池州市贵池区委员会 书记 | 池州市贵池区人民代表大会 常务委员会 主任 | 池州市贵池区人民政府 区长 | 中国人民政治协商会议 池州市贵池区委员会 主席 | 池州市贵池区监察委员会 主任 | 池州市贵池区人民法院 院长 | 池州市贵池区人民检察院 检察长 |
| ------------------ | ---------------------------------- | ---------------------------------------- | ------------------------- | -------------------------------------------- | --------------------------- | ------------------------- | ----------------------------- |
| 姓名               | 马胜利                             | 吴波                                     | 钱松                      | 鲍胜利                                       | 江昌勤                      | 高金初                    | 叶丰林                        |
| 民族               | 回族                               | 汉族                                     | 汉族                      | 汉族                                         | 汉族                        | 汉族                      | 汉族                          |
| 籍贯               | 安徽省东至县                       | ？                                       | 安徽省怀宁县              | 安徽省池州市                                 | 安徽省东至县                | 安徽省东至县              | 安徽省东至县                  |
| 出生日期           | 1968年6月（56歲）                  | ？                                       | 1976年6月（48歲）         | 1968年4月（56歲）                            | 1970年10月（54歲）          | 1968年3月（56—57歲）      | 1972年9月（52歲）             |
| 本届就任/ 当选日期 | 2020年11月20日                     | ？                                       | 2022年8月29日             | ？                                           | 2022年1月7日                | 2022年1月                 | 2021年8月                     |

## 自然条件
贵池地处长江中下游地区，属北亚热带湿润季风型气候，温和湿润，四季分明，雨量丰沛，日照充足，夏冬季历时长，冬冷夏热；春秋季历时短，春温多变，秋高气爽。

## 交通

### 公路交通
高速公路
- 沪渝高速（九华山北收费站、马衙服务区、池州收费站、殷家汇收费站、牛头山服务区）
- 德上高速（池州西收费站、殷家汇服务区、梅村收费站）
- 宁枞高速（池州东收费站、墩上收费站、墩上服务区）

国道
- 236国道
- 237国道
- 318国道

省道
- 蓉城-红石公路
- 池州-太平湖公路
- 横埠-九华山公路
- 芜湖-贵池公路

### 铁路交通
- 池州站
  -  铜九铁路
  -  宁安客运专线
  -  池黄高速铁路
  -  合池城际铁路联络线
- 池州东站
  -  合池城际铁路

### 水上交通
- 池州港
- 九华山黄金旅游码头

### 机场
- 池州九华山机场

## 社会

### 宗教
贵池区有批准登记的宗教活动场所场所10处。
- 佛教禅寺主要有：府学巷观音寺、永胜巷百子庵、三台山铁佛禅寺、万罗山珍珠寺。
- 教堂有：秋浦路天主堂、三台路基督教堂（池州市基督教协会所在地）、墩上街道墩上基督教堂等。

### 医疗卫生
2019年末，全区共有卫生机构53个，其中医院、卫生院40个，社区卫生服务中心5个，专门防治所、站1个，卫生防疫机构2个，妇幼保健机构1个。各类卫生机构卫生技术人员3426人，其中执业医师1340人，注册护士1795人。各类卫生机构实有床位3732张, 其中医院、卫生院床位3638张。
主要医院有：
- 池州市第一人民医院
- 贵池区人民医院（池州市第二人民医院）
- 池州市精神病院（池州市第三人民医院）
- 池州市儿童医院暨妇幼保健院

### 特产
- 西山焦枣
- 肖坑绿茶
- 秋浦花鳜
- 长岗葡萄
- 九华黄精
- 必胜板栗
- 腊八豆腐
- 贵池小粑[10]

## 文化

### 大众传媒
1950年，广播技术传入贵池。1970年，电视引入贵池。

## 旅游资源
- 升金湖
- “齐山—秋浦仙境”
  - 齐山公园
  - 大王洞
  - 四岭水库
  - 秋浦河
  - 万罗山
- 杏花村
- 百牙荷风
  - 百荷公园
  - 姚依林铜像[14]